# Messerschmitt Bf 108
Messerschmitt Bf 108 Taifun là một loại máy bay thể thao và du lịch của Đức, do Bayerische Flugzeugwerke (Bavarian Aircraft Works) phát triển.

## Biến thể

Một chiếc Nord Noralpha vẽ đại diện cho Me 208

M 37/Bf 108A
Bf 108B
Bf 108C
Me 208
Nord 1000 Pingouin

## Quốc gia sử dụng
Brazil
- Varig

 Bulgaria
- Không quân Bulgary

 Đài Loan
- Không quân Cộng hòa Trung Hoa

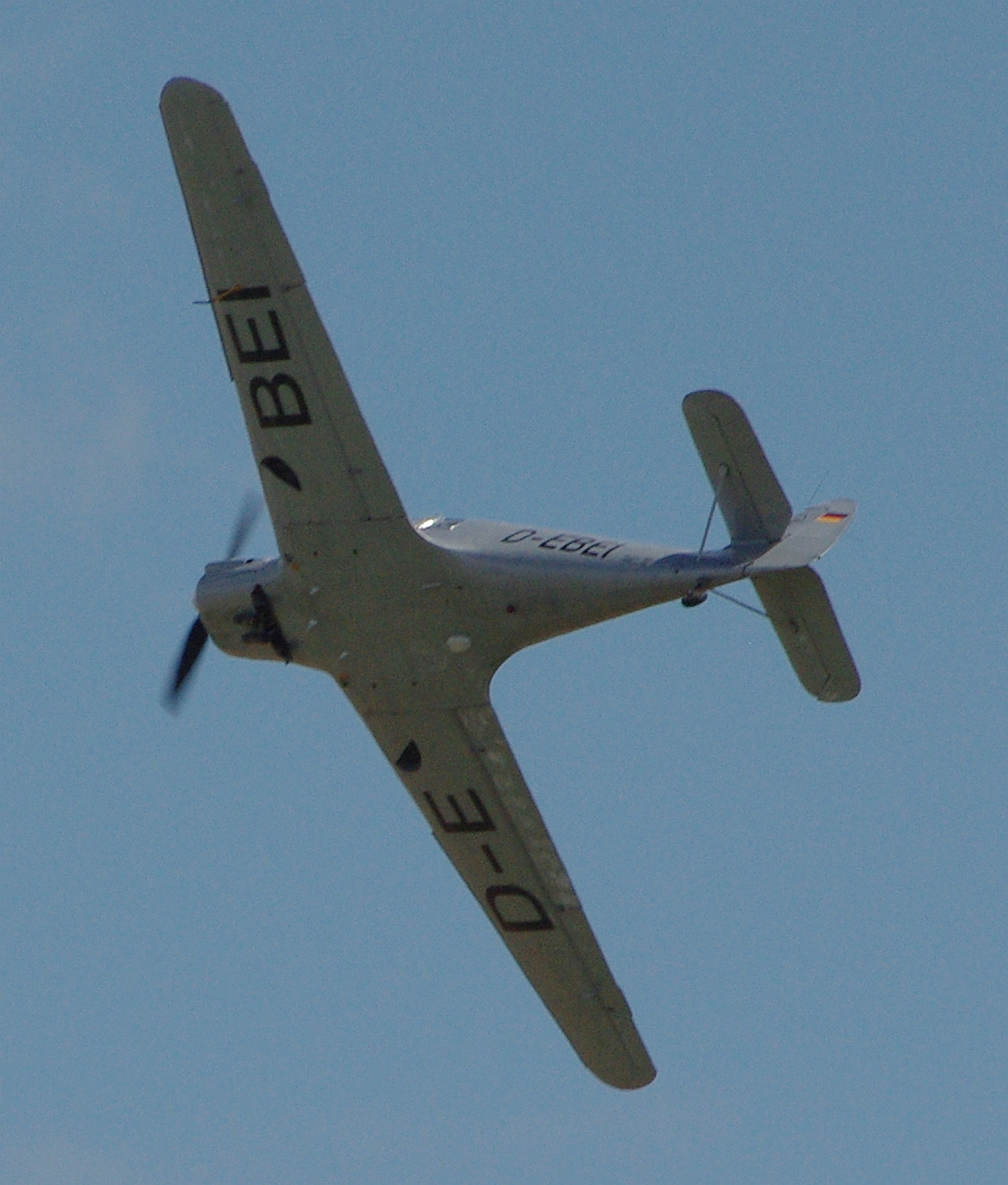
Bf 108 B-1, D-EBEI của Lufthansa tại Duxford 2009

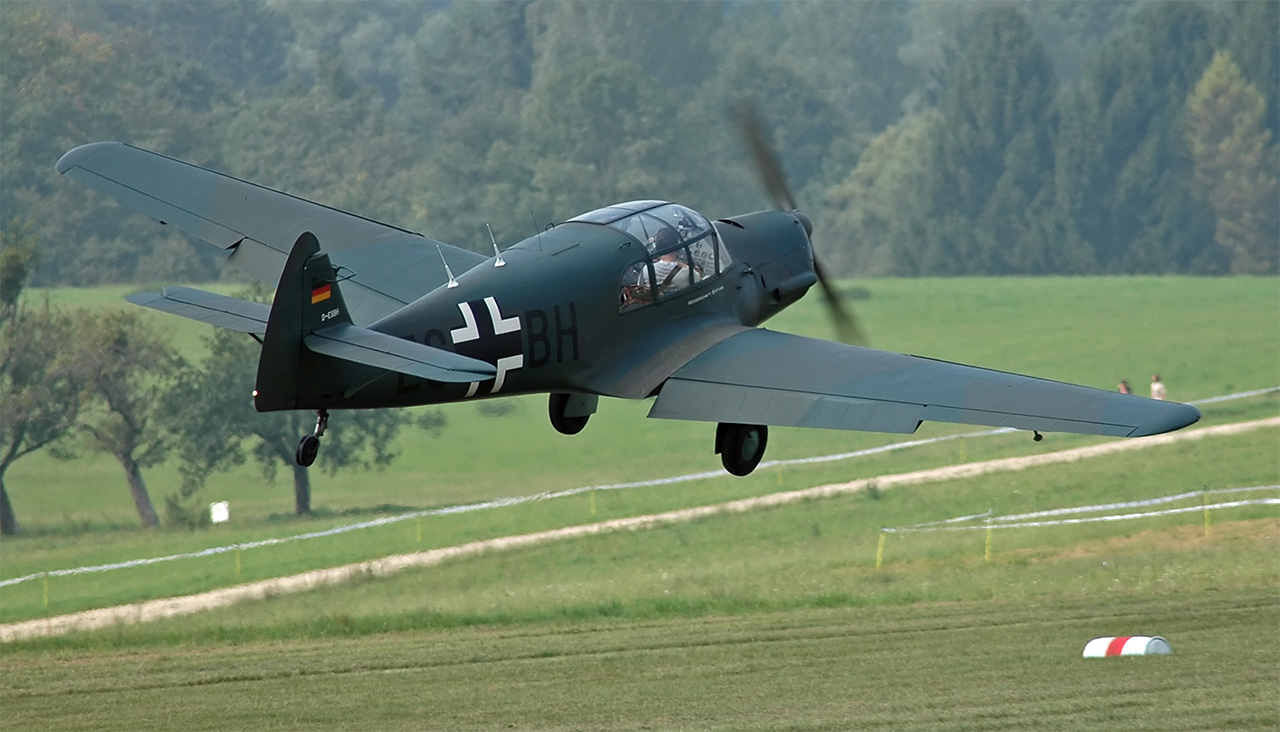
Bf 108B Taifun, Messerschmitt-Stiftung

Bf 108 thuộc Không quân Thụy Sĩ trong thế chiến II. Bảo tàng hàng không (Flieger Flab Museum) tại Dübendorf, Thụy Sĩ.

 Independent State of Croatia
- Không quân Nhà nước Độc lập Croatia

 Tiệp Khắc
- Không quân Tiệp Khắc

 Pháp
- Armée de l'Air

 Nazi Germany
- Luftwaffe

 Hungary
- Không quân Hoàng gia Hungary

 Italy
- Regia Aeronautica

 Nhật Bản
- Không quân Lục quân Đế quốc Nhật Bản

 Manchukuo
- Manchukuo National Airways

 Na Uy
- Không quân Hoàng gia Na Uy

 Ba Lan
- Không quân Ba Lan

 România
- Không quân Hoàng gia Romani

 Tây Ban Nha
- Không quân Tây Ban Nha

 Thụy Sĩ
- Không quân Thụy Sĩ

 Soviet Union
- Không quân Liên Xô

 Anh Quốc
- Không quân Hoàng gia

 United States

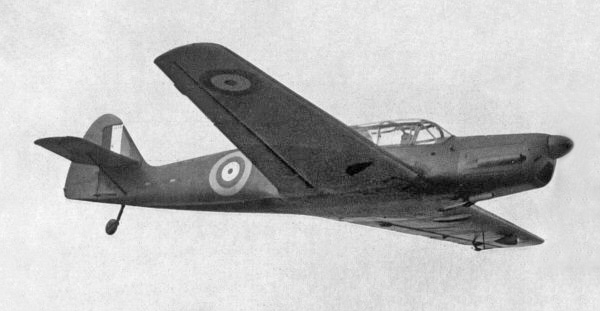
RAF Aldon

- Quân đoàn Không quân Lục quân Hoa Kỳ

 Kingdom of Yugoslavia
- Không quân Hoàng gia Nam Tư

## Tính năng kỹ chiến thuật (Bf 108B)
Dữ liệu lấy từ Jane's AWA 1938
Đặc điểm tổng quát
- Kíp lái: 1
- Chiều dài: 8,3 m (27 ft 2 in)
- Sải cánh: 10,5 m (34 ft 5 in)
- Chiều cao: 2,3 m (7 ft 6 in)
- Diện tích cánh: 16 m² (172 ft²)
- Trọng lượng rỗng: 806 kg (1.775 lb)
- Trọng lượng có tải: 1.350 kg (2.976 lb)
- Động cơ: 1 × Argus As 10C, 240 PS (174 kW)

 Hiệu suất bay 
- Vận tốc cực đại: 305 km/h (190 mph)
- Tầm bay: 1.000 km (620 mi)
- Trần bay: 6.200 m (20.300 ft) với 4 người và hành lý
- Vận tốc lên cao: 5,21 m/s (1.194 ft/m) tới 1.000 m (3.048 ft)
- Tải trên cánh: 83,4 kg/m² (17,1 lb/ft²)
- Công suất/trọng lượng: 0,133 kW/kg (0,081 hp/lb)